# Komunizm
Komunizm (od łac. communis „wspólny, powszechny”) – polityczna i ekonomiczna ideologia klasyfikowana jako utopijna, której celem jest utworzenie społeczeństwa pozbawionego ucisku i wyzysku klasowego, opartego na braku własności prywatnej (w rozumieniu marksistowskim), kolektywnej własności środków produkcji i wspólnotowym podziale dóbr. W pismach Karola Marksa, Fryderyka Engelsa i innych teoretyków marksizmu, komunizm jest przyszłym ustrojem rozwiniętych społeczeństw, w którym wspólnota własności obejmować będzie przede wszystkim środki produkcji. Potocznie mianem komunizmu określa się też ustrój polityczny zaprowadzony w państwach, w których władzę zdobyły dyktatury i partie komunistyczne (zob. ZSRR i blok wschodni).
Jako ideologia zaczął się tworzyć już od XV wieku, gdy przyjmował postać komunizmu utopijnego, który głosił hasła likwidacji nierówności społecznych i prywatnej własności. W XIX wieku narodziły się dwa warianty ideologii: wariant w wydaniu anarchistycznym, który głosił zniesienie instytucji państwa i kolektywizmu, oraz ten w wydaniu marksistowskim, oparty na Manifeście Komunistycznym z 1848 roku. Według marksistowskiego wariantu komunizmu, do osiągnięcia bezklasowego społeczeństwa dojść miało na drodze rewolucji.
Założenia ideologii komunistycznej starał się wprowadzić w życie Włodzimierz Lenin, który stworzył odrębny nurt marksizmu zwany leninizmem. Nowy nurt ruchu komunistycznego przybrał postać partii komunistycznej zorganizowanej według zasady centralizmu demokratycznego. Rewolucja miała doprowadzić do budowy dyktatury proletariatu. Rosyjscy komuniści przejęli siłą w 1917 władzę w Rosji, skąd w 1920 r. narzucili ją Azerbejdżanowi, Armenii i Ukrainie, w 1921 r. Gruzji i Mongolii, w 1940 r. Litwie, Łotwie i Estonii, a po II wojnie światowej państwom satelickim w Europie Środkowo-Wschodniej. W 1949 r. Komunistyczna Partia Chin zwyciężyła w wojnie domowej z Kuomintangiem i utworzyła państwo, które od końca lat 50. XX wieku (rozłam radziecko-chiński), prowadziło politykę niezależną, a od końca lat 60. XX wieku politykę konfrontacyjną wobec ZSRR. Komuniści zdobyli również samodzielnie władzę w Korei Północnej (1949), Wietnamie (1954) i na Kubie (1959). Realizując program tzw. realnego socjalizmu utworzyli rządy charakteryzujące się monopolem władzy partii komunistycznej i upaństwowieniem gospodarki.
Reżimy powołujące się na ideologię komunizmu spowodowały śmierć według różnych szacunków od 65 do około 94 milionów ludzi.

## Komunizm jako ustrój społeczno-gospodarczy
Komunizm jest najczęściej kojarzony z myślą marksistowską. Ustrój taki pojawia się również poza marksizmem. Ideę ustroju komunistycznego można znaleźć np. w Państwie Platona, gdzie wspólność obejmuje nie tylko własność, ale także żony i dzieci. Także angielski pisarz Tomasz Morus sportretował w swojej Utopii (1516) społeczeństwo oparte na wspólnej własności nieruchomości.
Dzieła tych twórców nie nosiły jednak znamion doktryny politycznej i nie stały się podstawą działania ruchów politycznych.

### Komunizm chrześcijański
Komunizm chrześcijański jest formą ustroju i ideologią panującą w niektórych wspólnotach chrześcijańskich. Według członków tych wspólnot, Biblia i życie 12 apostołów nakazywały życie w powszechnej równości i zniesienie indywidualnej własności. Wspólnoty takie były zwykle niewielkie, traktowane jako radykalne i często zwalczane przez główny nurt chrześcijaństwa.
Chrześcijańskie wspólnoty komunistyczne zakładane były m.in. przez taborytów, huterytów czy szejkersów.

### Komunizm pierwotny
Pojęcie komunizmu pierwotnego pojawiło się w połowie XIX wieku w ewolucjonistycznej antropologii kulturowej. Pojęcie to pełniło ważną rolę w pismach Lewisa Henry’ego Morgana i Johanna Jacoba Bachofena. Zgodnie z nimi społeczeństwa pierwotne charakteryzowały się egalitaryzmem i wspólnotą własności. Teza, że komunizm stanowił powszechny i pierwotny etap rozwoju społeczeństw, spotkała się później z szeroką krytyką, jednak w XIX wieku była ona szeroko rozpowszechniona.
Pojęcie komunizmu pierwotnego przyjął Karol Marks w swojej filozofii. Wskazywał, że komunizm pierwotny był charakterystyczny dla pierwotnego, łowiecko-zbierackiego etapu ludzkości (wspólnoty pierwotnej). Komunizm taki różnił się od zakładanego przez Marksa przyszłego komunizmu niższym technologicznie zaawansowaniem procesów produkcji.

### Komunizm w marksizmie

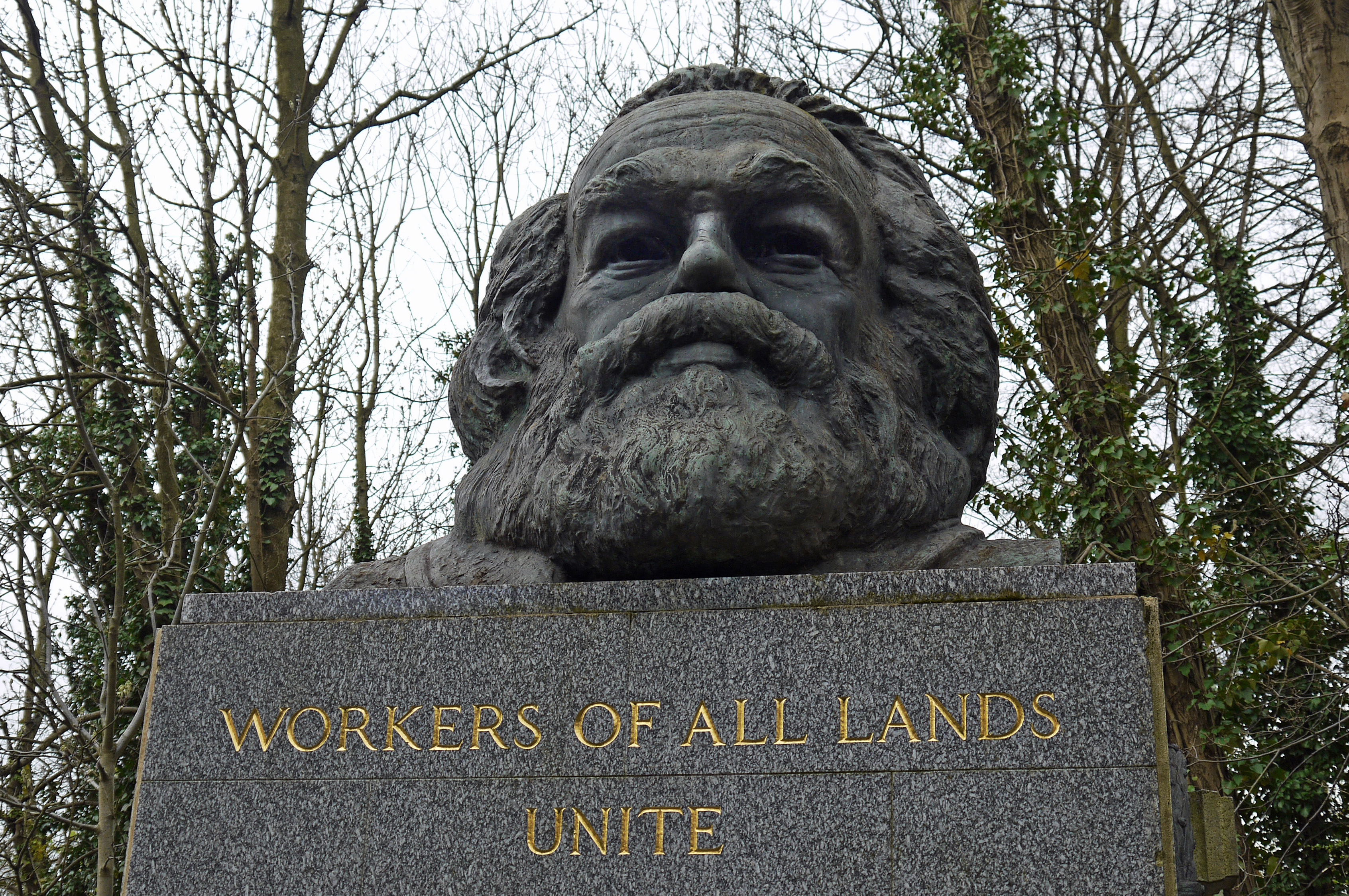
Nagrobek Karla Marksa na Cmentarzu Highgate w północnym Londynie

W pismach teoretyków marksizmu, komunizm ma być przyszłym ustrojem społeczno-gospodarczym, w którym własność środków produkcji ma należeć do wspólnoty.
Niemieccy komuniści i filozofowie Karl Marx i Friedrich Engels sformułowali pogląd na historię społeczeństw zwany materializmem historycznym. Zgodnie z nim społeczeństwa poprzez walkę klas przechodzą poprzez kolejne etapy rozwoju, zwane formacjami społeczno-ekonomicznymi. Kolejnymi formacjami były według niego: wspólnota pierwotna, niewolnictwo, feudalizm i kapitalizm. Rewolucyjne obalenie kapitalizmu doprowadza według Marksa i Engelsa do państwowej formacji socjalistycznej, a w dalszym jej rozwoju do bezpaństwowego i bezklasowego komunizmu.
Komunizm nie jest definiowany przez Marksa i Engelsa jak idea, a „rzeczywisty ruch, który znosi stan obecny”.

#### Charakterystyka
W schemacie materializmu historycznego, komunizm stanowi formację społeczno-ekonomiczną o charakterze globalnym, charakteryzującą się brakiem wyobcowania (alienacji) człowieka, w której ludzkość jest wolna od ucisku i niedostatku. Społeczeństwa komunistyczne pozbawione byłyby rządów, państw i pracy najemnej.
Komunizm miałby ucieleśniać zasadę sprawiedliwości społecznej: „od każdego według jego zdolności, każdemu według potrzeb” oraz charakteryzować się brakiem własności prywatnej środków produkcji – czyli podstawy gospodarki kapitalistycznej. Środki produkcji miały być uspołecznione. W okresie przejściowym między kapitalizmem a komunizmem miałby istnieć ustrój socjalistyczny oparty na zasadzie „od każdego według jego zdolności, każdemu według jego pracy”.

Komunizm – jak określa go program KPZR – jest bezklasowym ustrojem społecznym z jednolitą ogólnonarodową własnością środków produkcji, zupełną równością socjalną wszystkich członków społeczeństwa; gdzie wraz ze wszechstronnym rozwojem ludzi wzrosną również siły wytwórcze na podstawie stale rozwijającej się nauki i techniki. W ustroju tym wszystkie źródła bogactwa społecznego popłyną szerokim strumieniem i urzeczywistni się wielka zasada: „od każdego według zdolności – każdemu według potrzeb”. Komunizm jest wysoce zorganizowanym społeczeństwem wolnych i świadomych pracowników, w którym ugruntowuje się samorząd społeczny, praca stanie się dla wszystkich pierwszą potrzebą i koniecznością życiową, a zdolności każdego będą wykorzystane z największym pożytkiem dla narodu.

## Komunizm jako ideologia

### Usytuowanie na scenie politycznej

W tym schemacie, komunizm sytuuje się na skrajnej lewicy, będąc w opozycji do skrajnej prawicy (faszyzmu, feudalizmu)

W różnych podziałach sceny politycznej komunizm traktowany jest zawsze jako stanowisko skrajne. W tradycyjnym liniowym podziale na lewicę i prawicę jest on sytuowany na skrajnej lewicy, traktuje się więc go jako nurt bardziej radykalny niż socjalizm. Tym samym jest biegunowy przeciwstawny doktrynom prawicowym, szczególnie skrajnej prawicy (faszyzmowi).
Niektórzy badacze zwracają jednak uwagę, że podział ten jest zbyt uproszczony, a w praktyce skrajne stanowiska polityczne są do siebie podobne. W takim układzie, schemat sceny politycznej przyjmuje postać podkowy, a niektóre warianty komunizmu posiadają wiele cech wspólnych (np. antyindywidualizm, antyelitaryzm) z ideologiami skrajnie prawicowymi. Zarówno komunizm i faszyzm są wtedy przeciwstawiane liberalizmowi z jego indywidualizmem.
W dwuosiowym podziale sceny politycznej autorstwa Hansa Eysencka, stalinowska odmiana komunizmu usytuowana jest w lewym górnym rogu, co oznacza skrajną, autorytarną lewicę. Całkowicie przeciwstawne są jej nurty w prawym dolnym rogu (skrajna prawica i nastawienie na wolność), np. anarchokapitalizm (który sam nie jest uważany za formę anarchizmu). Istnieje również nieautorytarna, liberalna odmiana komunizmu.

### Różnorodność komunizmu
Idee komunistyczne przyjmowane były przez wiele, bardzo różnorodnych doktryn. Poszczególne odmiany komunizmu można podzielić na dwie zasadnicze grupy: doktryny opierające się na marksizmie i te, wywodzące się z innych źródeł. Większość nurtów komunizmu ma charakter marksistowski.

#### Komunizm – marksizm – socjalizm
Komunizm i marksizm bywają niekiedy używane zamiennie. Marksizm jest jednak szerszym systemem filozoficznym, wykraczającym poza filozofię polityczną. Komunizm jest ideologią polityczną, wywodzącą się z marksizmu. Istnieje spór co do tego, na ile poszczególne nurty komunizmu (a w szczególności oficjalne doktryny państw socjalistycznych) rzeczywiście opierają się na myśli Marksa. Poszczególne odłamy komunizmu uważały często, że to one są kontynuatorami myśli niemieckiego filozofa, a pozostałe nurty stanowią od niego odstępstwo.
Socjalizm jest często traktowany jako lewicowa ideologia, która w porównaniu z komunizmem, ma mniej radykalny charakter. Np. nie akceptuje rewolucyjnych metod walki, preferując powolną ewolucję w stronę bardziej sprawiedliwego społeczeństwa. Czasami socjalizm traktowany jest jako synonim myśli lewicowej w ogóle i wtedy komunizm jest jedną z odmian socjalizmu.

#### Nie-marksistowskie nurty komunizmu
Komunizm jest starszy niż myśl Marksa i Engelsa, a więc wcześniejsze nurty komunizmu mają charakter niemarksistowski. Są to przede wszystkim różne odmiany komunizmu chrześcijańskiego. Niektóre z tych nurtów chrześcijańskich rozwinęły również własne doktryny polityczne, które często wymierzone były w istniejący porządek społeczny. Przykładem mogą być wydarzenia w Münsterze w 1534–1535 r., kiedy do władzy doszli radykalni anabaptyści (m.in. Jan Matthijs czy Jan z Lejdy), którzy założyli komunę monasterską. Wiele nurtów chrześcijańskich nie miało jednak rewolucyjnego charakteru (np. szejkersi).
W XVII–XIX w. rozwinęła się doktryna polityczna nazwana później komunizmem utopijnym. Jej przedstawicielami byli Jean Meslier, Morelly, Louis Auguste Blanqui, Wilhelm Weitling oraz Étienne Cabet. Nazwa komunizm utopijny została nadana im przez Marksa i Engelsa, którzy chcieli odróżnić doktrynę tych filozofów od swojego naukowego komunizmu.
Te przedmarksowskie odmiany komunizmu były traktowane przez późniejszych marksistów jako zapowiedź rozwiniętej myśli komunistycznej.
Już po powstaniu myśli marksistowskiej, w ramach ruchu robotniczego zarysował się ideologiczny konflikt między marksistami a anarchistami. Z tego konfliktu, narodziły się dwa zasadnicze nurty współczesnego komunizmu: marksistowski oraz anarchistyczny.
Anarchokomunizm dąży do jednoczesnej likwidacji państwa i kapitalizmu, jako połączonych ze sobą struktur opresyjnych. Jego głównymi przedstawicielami byli Piotr Kropotkin, Errico Malatesta i Aleksander Berkman. Rezultatem konfliktu między anarchistami a marksistami był rozłam w I Międzynarodówce, którą opuścili anarchiści i syndykaliści, a w konsekwencji Międzynarodówka została rozwiązana w 1876 roku.

#### Marksistowskie nurty komunizmu
Bardzo często komunizm jest synonimem marksistowskich odmian komunizmu. W XX wieku komunizm marksistowski rozwinął się w wiele nurtów, w szczególności w konsekwencji dojścia komunistów do władzy.
Najbardziej wpływowa wersja komunizmu została sformułowana przez Włodzimierza Lenina i funkcjonowała pod nazwą marksizmu-leninizmu. Lenin wprowadził do marksizmu pojęcie komunizmu jako wyższej formy socjalizmu jednocześnie w praktyce odchodząc od jego utopijnych założeń. Marksizm-leninizm stał się ideologiczną podstawą działalności partii bolszewickiej, a po rewolucji październikowej (1917 r.), także oficjalną ideologią państwa (od 1922 r. nazywającego się Związkiem Socjalistycznych Republik Radzieckich). Leninizm był wprowadzany także w innych krajach, po zdobyciu tam władzy przez komunistów. Obowiązywał aż do rozpadu bloku wschodniego w latach 1989–1991 r..
Po śmierci Lenina ruch komunistyczny w ZSRR uległ rozłamowi; po dojściu do władzy Józefa Stalina wprowadzona została odmiana marksizmu zwana stalinizmem, zawierająca tezę o „zaostrzaniu się walki klas w miarę postępu rewolucji”, w praktyce przyzwalającą na nieograniczony terror. Przeciwko stalinizmowi występowała z jednej strony tzw. „Lewa Opozycja” Trockiego, z drugiej – „Prawa Opozycja” Bucharina. Maoizm, zmodyfikowany przez Mao Zedonga stalinizm, stał się oficjalną ideologią komunistycznych Chin, popularną również wśród zachodniej nowej lewicy.
W niektórych państwach socjalistycznych obowiązywały lokalne odmiany komunizmu, np. hodżyzm w Albanii czy titoizm w Jugosławii.
Istniały również inne nurty komunizmu, niebędące państwowymi ideologiami. Wywodzący się z myśli Róży Luksemburg luksemburgizm, krytykował autorytaryzm Lenina i niedemokratyczny charakter władzy bolszewików. Odrębny charakter miała także myśl Antonio Gramsciego. Zachodnie partie komunistyczne również rozwijały swoje wersje komunizmu, często krytyczne wobec Związku Radzieckiego (np. eurokomunizm).

### Poglądy komunistyczne

Karol Marks wraz z Fryderykiem Engelsem jest uważany za ojca komunizmu, ich ideologię starał się wprowadzić w życie Włodzimierz Lenin

Komunizm opiera się na systemie poglądów głoszących program całkowitego zniesienia ucisku i wyzysku społecznego, postulujący powszechność, równość i sprawiedliwość społeczną oraz zbudowanie społeczeństwa bezklasowego opartego na społecznej kontroli gospodarki, własności środków produkcji i sprawiedliwym podziale dóbr. Były to przesłanki realizacji zasad równości we wszystkich dziedzinach życia społecznego.
Według teorii komunistycznej, jedynym ze sposobów na zniesienie kapitalistycznej nierówności jest szeroko zakrojona rewolucja społeczna. Rewolucja zazwyczaj kojarzona jest ze zbrojnym buntem społeczeństwa, a przede wszystkim proletariatu (klasy robotniczej) przeciw rządom burżuazji. Rewolucja jest wyjaśniana przez teoretyków na wiele różnych sposobów i zazwyczaj zależy od środowiska, z którego dana teoria komunizmu się wywodzi. Na przykład rewolucja chińska została zaangażowana przez konflikt wojskowy między wojskami chińskich czerwonych a chińskimi nacjonalistami. Rewolucja w Wietnamie charakteryzowała się wojną partyzancką między Wietkongiem wspieranym przez rządzoną przez komunistów północną częścią kraju a rządem południowego Wietnamu, popieranym z kolei przez różne państwa Zachodu. Rewolucja ta zakończyła się zwycięstwem komunistów w 1975 roku. W wyniku rewolucji kubańskiej, do władzy doszli przedstawiciele ruchu partyzanckiego skupieni wokół Fidela Castro i Che Guevary. Sam Fidel Castro nie wierzył, że w przypadku Kuby potrzebna jest partia awangardowa, co powodowane było wysoką niepopularnością Batisty. Niezależnie od specyficznej formy rewolucja komunistyczna dąży do zastąpienia „klasy wyzyskiwaczy” jako klasy rządzącej i utworzenia społeczeństwa bez podziałów klasowych, co w teorii miałoby być wstępem do końcowego etapu komunizmu.

## Historia ruchu komunistycznego

### Powstanie bolszewizmu

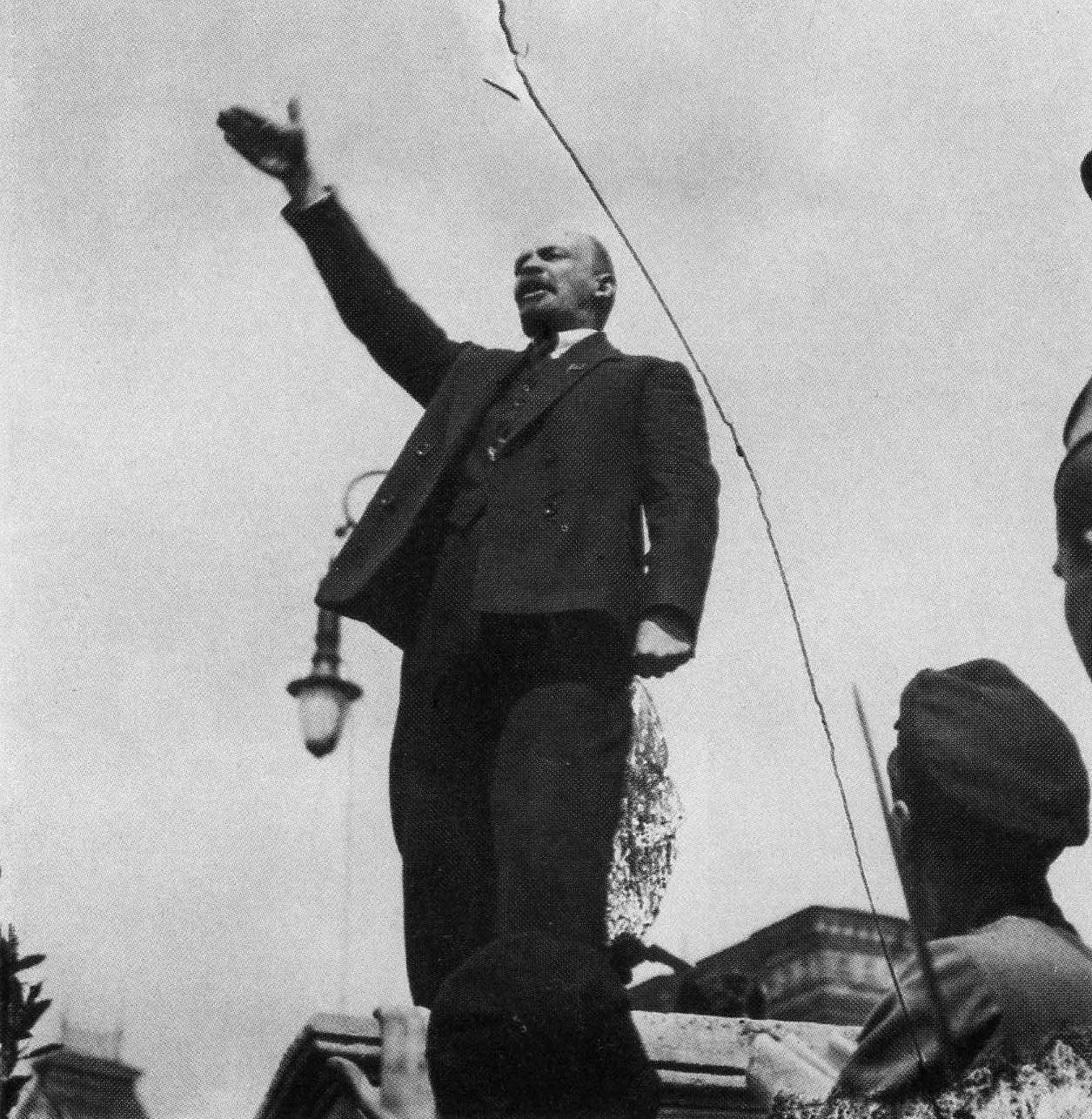
Włodzimierz Lenin (1870–1924)

Pod koniec XIX wieku marksizm w carskiej Rosji przybrał odrębny charakter niż ten w pozostałej części Europy. Pierwszą główną postacią rosyjskiej myśli marksistowskiej był Gieorgij Plechanow, późniejszy krytyk Lenina i bolszewików oraz zwolennik demokratycznej formy socjalizmu. U podstaw prac Plechanowa leżało założenie, że Rosja, mniej zurbanizowana i uprzemysłowiona niż Europa Zachodnia, potrzebuje jeszcze wielu lat, aby przygotować się do rewolucji proletariackiej. Musi być też ona poprzedzona okresem demokracji.
W 1898 r. powstała Socjaldemokratyczna Partia Robotnicza Rosji (RSDPR). W 1903 r. rozpadła się na dwie frakcje: mienszewików o charakterze socjaldemokratycznym, oraz rewolucyjnie nastawionych bolszewików pod przywództwem Lenina. Bolszewicy uważali, że możliwe jest przeprowadzenie w Rosji rewolucji i „przeskoczenie” etapu gospodarki kapitalistycznej.

### Rewolucja październikowa i powstanie ZSRR
W 1917 roku w Rosji wybuchła rewolucja październikowa, w której przywództwo zdobyli bolszewicy. Tym samym Rosja stała się pierwszym krajem, w którym siła o orientacji marksistowsko-rewolucyjnej przejęła władzę. Po 1917 roku zaczęto powszechnie odróżniać określenia „komunizm” i „socjalizm”. Frakcja bolszewicka stała się odrębną partią, która przyjęła w nazwie określenie „komunistyczna”. Początkowo była to Rosyjska Partia Komunistyczna (bolszewików) RPK(b)(od 1918 r.), następnie Wszechzwiązkowa Partia Komunistyczna (bolszewików) WKP(b) (od 1925 r.), a w końcu Komunistyczna Partia Związku Radzieckiego KPZR (od 1952 roku). W 1917 powstał szereg republik uznających się za państwa socjalistyczne. Po połączeniu w 1922 roku powstał ZSRR.

#### Modele gospodarcze początków państwowości i walka o władzę
Pierwszym modelem gospodarczym wprowadzanym w życie przez bolszewików był komunizm wojenny, który zakładał upaństwowienie przemysłu, eliminację obiegu pieniądza oraz prywatnych firm. Komunizm wojenny miał być zaprowadzony tymczasowo. Bolszewicy wzorowali komunizm wojenny na polityce Niemiec z okresu I wojny światowej oraz koncepcjach teoretycznych francuskiego socjalisty, Louisa Blanca. Koncepcję opracowała skrajna lewica partii, czyli grupa Nikołaja Bucharina. Przeciwko koncepcji wystąpili Lenin i Lew Trocki, którzy postulowali umiarkowane programy gospodarcze, np. Lenin twierdził, że w ZSRR zbudować należy kapitalizm państwowy (później przekształcić go w socjalizm) przez co Lenin oskarżany był przez bolszewicką skrajną lewicę o zdradzenie rewolucji.
Komunizm wojenny załamał się po stratach wojennych. W 1921 roku zastąpiono go Nową Polityką Ekonomiczną, w której ponownie wprowadzono wolny handel i prywatną własność przedsiębiorstw. Polityka poskutkowała szybką odbudową państwa. Model ten określany jest jako gospodarka mieszana. W 1928 roku produkcja rolna i przemysłowa powróciła do poziomu sprzed wojny światowej.
Podczas choroby Lenina w partii komunistycznej nasiliła się walka o władzę. Ścierały się trzy linie programowe:
- „prawicowa” Bucharina, opowiadająca się za stopniową budową socjalizmu w ZSRR w ramach NEP i utrzymaniem demokracji wewnątrzpartyjnej;
- „centrowa” Stalina (wspieranego 1923-24 przez Zinowiewa i Kamieniewa), która lawirowała pomiędzy frakcjami głosząc hasła „socjalizmu w jednym kraju” i forsownej industrializacji, ale konsekwentnie dążyła do centralizacji władzy;
- „lewicowa” Trockiego (wspartego 1926-27 przez Zinowiewa i Kamieniewa), dążąca do rewolucji światowej i przyśpieszenia budowy socjalizmu (kolektywizacja i industrializacja)[32]

Walkę ze Stalinem wewnątrz ruchu komunistycznego rozpoczął Lew Trocki, będący jednym ze współtwórców ZSRR. Lew Trocki krytykował stalinowską politykę „budowy socjalizmu w jednym kraju” i cały system ZSRR, który według niego zahamował proces rewolucji. Zwolennicy Trockiego z pozycji lewicowych krytykowali przejęcie przez aparat partyjny i Stalina władzy w WKP(b) i jej biurokratyzację. Frakcja Lwa Trockiego nazywana była „Lewicową Opozycją”. W listopadzie 1927 roku, po manifestacjach opozycji w rocznicę rewolucji październikowej, KC WKP(b) wydalił z partii Trockiego i jego zwolenników, pozostali zostali wydaleni na XV zjeździe WKP(b) i zesłani. W 1929 roku Trocki został po pozbawieniu obywatelstwa sowieckiego deportowany za granicę ZSRR.

#### Stalinizm
Po śmierci Lenina władzę wbrew jego woli objął Stalin, który doprowadził w latach 1936–1939 do wielkiego terroru w Związku Radzieckim. Nastąpiło wtedy nasilenie represji ze strony aparatu biurokratycznego i policyjnego. Ofiarami represji padły miliony osób. Represje wymierzone były także w działaczy komunistycznych, co określane jest jako „wielka czystka”. Stracono wtedy większość wyższych kadr partii, ponieważ w dużej części były przeciwne rządom Stalina i nie podlegały dyscyplinie partyjnej. W procesach moskiewskich zamordowanych zostało wielu starych bolszewików, którzy grali znaczącą rolę podczas rewolucji rosyjskich z 1917 roku i rządzie radzieckim w okresie kierownictwa Lenina. Straceni zostali między innymi Lew Kamieniew, Grigorij Zinowjew, Aleksiej Rykow i Nikołaj Bucharin. Wielu komunistów po torturach zostało zmuszonych do przyznania się do winy i straconych.
W polityce gospodarczej Stalin porzucił politykę NEP-u i rozpoczął politykę pełnego planowania gospodarki i kolektywizacji rolnictwa. Na skutek polityki industrializacji już w 1930 roku udało się mu zwiększyć kapitał towarowy i zdolności przemysłu ciężkiego. W ramach uprzemysłowienia realizowanego w ramach państwowych planów pięcioletnich doprowadzono do rozwoju gospodarczego kraju. Motorem uprzemysłowienia był sterowany za pośrednictwem propagandy entuzjazm (wyścig pracy, ruch stachanowski). W wyniku tej polityki do 1942 roku, gospodarka rosła średnio w tempie 20% rocznie. Wzrosła produkcja przemysłu ciężkiego i surowców, w wyniku czego na początku lat 40. gospodarka ZSRR stała się stosunkowo samowystarczalna.

### Komunizm poza ZSRR

#### Partie komunistyczne na Zachodzie

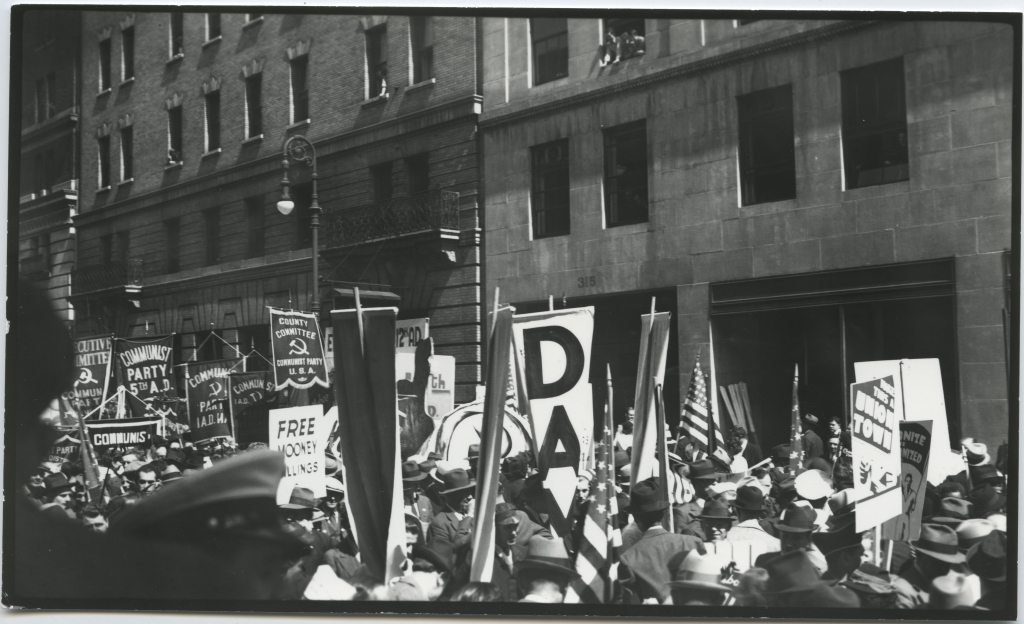
Komunistyczna Partia Stanów Zjednoczonych

Z inicjatywy komunistów radzieckich założona została Międzynarodówka Komunistyczna skupiająca organizacje konkurencyjne wobec głównego nurtu socjalizmu europejskiego. Szeregi międzynarodówki zasiliły m.in. Komunistyczna Partia Stanów Zjednoczonych i Francuska Partia Komunistyczna. Partie komunistyczne w okresie międzywojennym cieszyły się na Zachodzie szerokim poparciem. Francuscy komuniści (nie licząc grup rozłamowych) uzyskiwali w wyborach poparcie rzędu 8-15,26% poparcia. Amerykańscy nie zdobyli szerszego poparcia wyborczego (co było spowodowane istnieniem w USA dwupartyjnego systemu) udało się im jednak skupić w podporządkowanych sobie związkach zawodowych 50 tysięcy pracowników. Inaczej wyglądała sytuacja ruchu komunistycznego w Niemczech gdzie Komunistyczna Partia Niemiec w latach 30. toczyła regularne walki uliczne z nazistowskimi SS i SA. Władze hitlerowskie zdelegalizowały partie komunistyczne po tym jak spłonął budynek Reichstagu. O podpalenie fałszywie oskarżony został holenderski komunista Marinus van der Lubbe a jego proces stał się początkiem zorganizowanej akcji antykomunistycznej.

#### Eskalacja rewolucji na Daleki Wschód

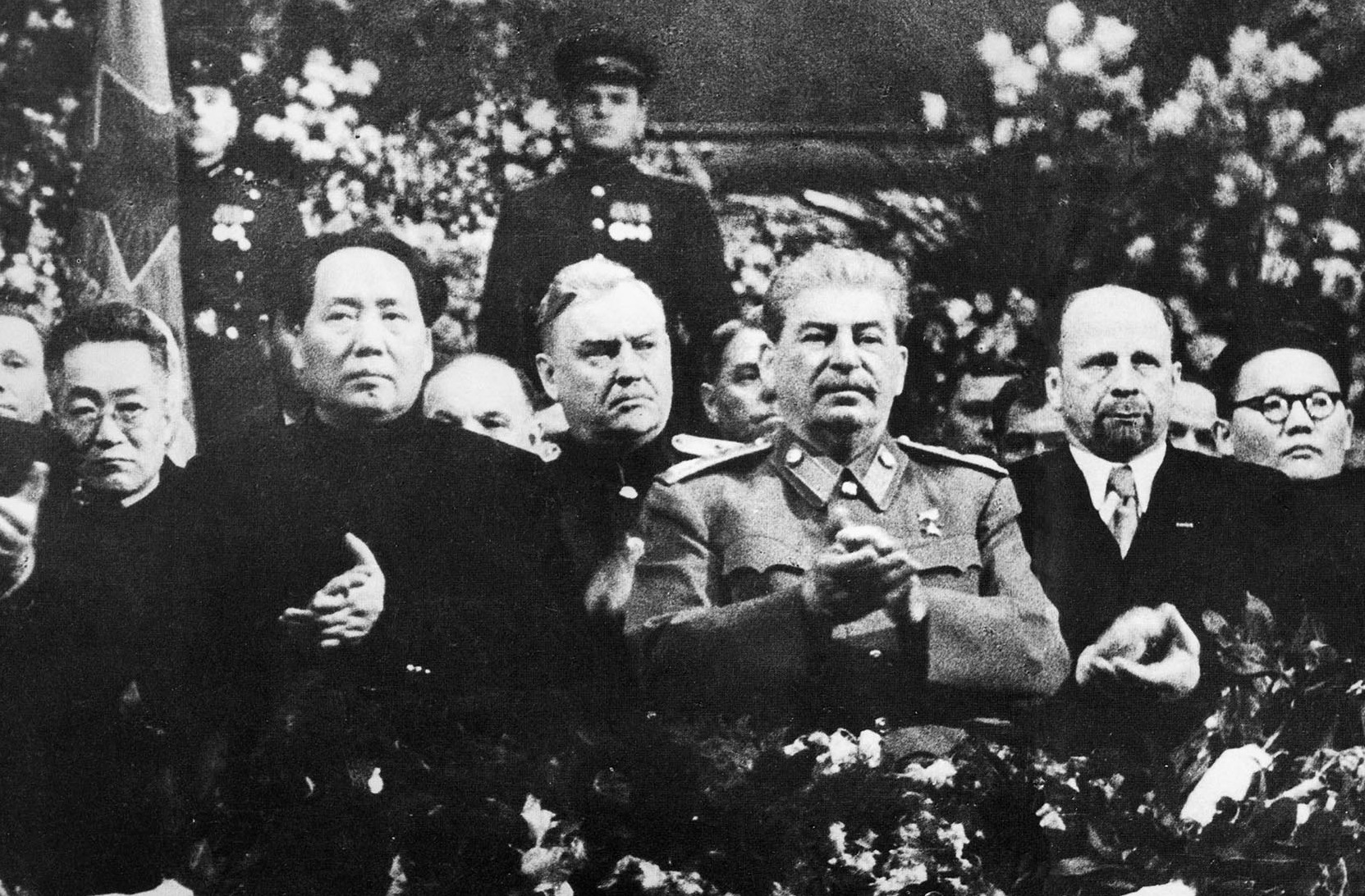
Mao Zedong i Józef Stalin, 1949

Na skutek rewolucji w Mongolii w 1921 roku, trzy lata później powstała Mongolska Republika Ludowa. Na czele sił rewolucyjnych stał Damdin Suche Bator. W 1926 roku z kolei powołano Tuwińską Republikę Ludową, choć w praktyce rządy komunistyczne w Tuwie trwały już od 1920 roku. Kraj pozostawał niezależny w sprawach polityki wewnętrznej, natomiast na arenie międzynarodowej reprezentowany był przez Rosję Radziecką, a następnie Związek Radziecki. W okresie leninowskim władzę w kraju sprawował lama Donduk Kuular, który ustanowił buddyzm oficjalną religią państwową. Po objęciu władzy przez Józefa Stalina w Rosji władzę w kraju przejął Sołczak Toka który zradykalizował dotychczasowy kurs. W 1944 roku kraj został włączony do Związku Radzieckiego jako Tuwiński Obwód Autonomiczny.
W latach dwudziestych rządzący na południu Chin Kuomintang pod przywództwem Sun Jat-sena, zaczął współpracować ze Związkiem Radzieckim. Do rozłamu doszło w 1926 roku, gdy z partii wydaleni zostali zwolennicy Międzynarodówki Komunistycznej, a Kuomintang zerwał współpracę z założoną w 1921 roku Komunistyczną Partią Chin. 12 kwietnia 1927 wojska Czanga Kaj-szeka rozpoczęły falę aresztowań komunistów w Nankinie. Popierany przez KPCh, lewicowy rząd w Wuhanie został rozwiązany. Z podporządkowanej Kuomintangowi Armii Narodowo-Rewolucyjnej wydalono doradców radzieckich i wszystkich komunistów. W odpowiedzi na represje komuniści wywołali kilka powstań antyrządowych. W listopadzie 1931 komuniści powołali Chińską Republikę Rad ze stolicą w Ruijin. W mieście odbył się zjazd delegatów regionalnych rad, w czasie którego powołano do życia nową, wzorowaną na radzieckiej, konstytucję. W wyniku ofensywy rządowej w 1934 roku, Chińska Republika Rad została rozbita, a Chińska Robotniczo-Chłopska Armia Czerwona przegrupowała się, przemieszczając się na tereny Chin północno-zachodnich. Przegrupowanie to nazwane zostało jako Długi Marsz, w którym wycofujące się wojska komunistyczne na skutek pościgu wojsk rządowych straciły ponad 50% stanu osobowego. W 1935 od władzy w partii komunistycznej odsunięto 28 bolszewików, a nowym przywódcą został Mao Zedong.

#### Trockizm

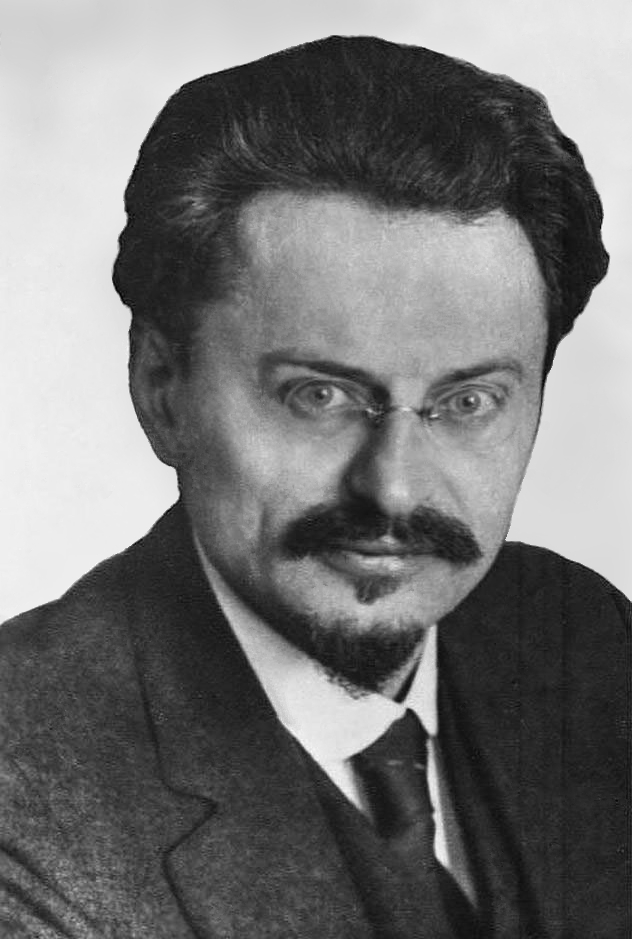
Lew Trocki

Po wydaleniu z ZSRR (1929) Trocki rozpoczął wydawanie pisma Biuletyn Opozycji, które do 1941 było miejscem prezentacji poglądów Trockiego i jego zwolenników. Trocki od początku bycia dysydentem podjął się próby utworzenia ruchu politycznego. Udało mu się pozyskać działaczy wywodzących się z różnych środowisk politycznych, część związana była niegdyś z Kominternem. Często usunięto ich z partii komunistycznej w czasie walk frakcyjnych. Wśród działaczy tych znaleźli się James Patrick Cannon, były członek Komunistycznej Partii USA; Maurice Spektor, były członek Komunistycznej Partii Kanady; Pierre Frank, były członek Komunistycznej Partii Francji i Boris Souvarine, jeden z jej współzałożycieli. Kolejną grupę zwolenników Trockiego stanowili radykałowie z łona partii socjaldemokratycznych, Daniel Guerin; reprezentant lewicowej frakcji w SFIO i Marceau Pivert. Ze środowiska anarchosyndykalistów do Trockiego zbliżyli się Alfred Rosmer i Pierre Monatte. Trocki poparty został także przez niektórych intelektualistów.
W 1938 r. z inicjatywy Lwa Trockiego jego zwolennicy założyli IV Międzynarodówkę, której celem była walka z kapitalizmem, jak i ze stalinizmem i faszyzmem. Wśród komunistów trockizm stał się główną alternatywą ideową wobec stalinizmu. Pod względem ideowym część działaczy trockizmu kierowała się poglądami lewicowo-radykalnymi, które nie zmieściły się w obrębie kominternowskiego ruchu komunistycznego, przy czym ważna była tu postawa antyradziecka. Część działaczy wysuwała antyradzieckość i sprzeciw wobec Kominternu na plan pierwszy. Celem IV Międzynarodówki była rewolucja socjalistyczna związana przy tym z walką z partiami Kominternu i ZSRR. Frakcja Lwa Trockiego nazywana była „Lewicową Opozycją”.

### II wojna światowa – ruch oporu

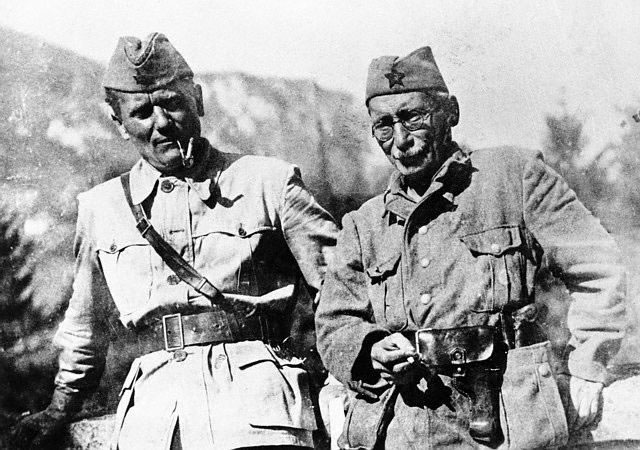
Josip Broz Tito i Moša Pijade, 1942

Komuniści byli jednym z głównych nurtów ruchu antyhitlerowskiego Europy. Francuska Partia Komunistyczna początkowo prezentowała postawy antywojenne. Od 1940 działacze ugrupowania brali jednak udział w oporze przeciw represjom nazistowskim, a po ataku Niemiec na ZSRR w 1941 roku, komunistyczny ruch oporu został zasilony przez wielu nowych ochotników. Z inicjatywy komunistów powstał również podziemny ruch oporu Francs-Tireurs et Partisans (Wolni strzelcy i partyzanci; FTP), do którego przyjmowano jednak także przedstawicieli innych opcji politycznych. Jego członkowie zaangażowani byli zarówno w akcje sabotażowe, jak i walki partyzanckie. Liczbę żołnierzy FTP w 1944 szacuje się na 100 tysięcy. W czasie wojny do PCF dołączyło wielu znanych artystów i intelektualistów, w tym malarz Pablo Picasso i filozof Jean-Paul Sartre. Na terenie Jugosławii działała Narodowa Armia Wyzwolenia Jugosławii (NOVJ), na czele której stał Josip Broz Tito. NOVJ była największą armią partyzancką walczącą z włoskimi i niemieckimi okupantami na Bałkanach. Oprócz walk z okupantami, NOVJ zwalczała faszystowski ruch chorwackich Ustaszy i nacjonalistycznych, serbskich Czetników. Grecki ruch oporu zdominowany był przez ELAS (Greckie Ludowe Wyzwoleńcze Wojsko). Formacja ta powiązana była z Narodowym Frontem Wyzwoleńczym (EAM) zawiązanym przez Komunistyczną Partię Grecji (KKE) i inne ugrupowania republikańskie w 1941 roku. Do lata 1943, ELAS opanowała większą część terenów górskich, tworząc na ich obszarze partyzanckie, ludowe państwo EAM/ELAS.

### Zimna wojna
Po wojnie komuniści przejęli władzę w wielu państwach Europy Środkowej i Wschodniej. Związek Radziecki wraz z uzależnionymi od niego państwami zaczęto określać jako blok wschodni. Wraz z tym ukształtował się podział świata na dwa rywalizujące obozy, skupione wokół Stanów Zjednoczonych i Związku Radzieckiego. Konflikt zwany zimną wojną przebiegał na wielu płaszczyznach, od wyścigu zbrojeń po eksplorację kosmosu.
Rządy na wzór radziecki zostały wprowadzone w Bułgarii, Czechosłowacji, NRD, Polsce, na Węgrzech i w Rumunii. Komunistyczny rząd powstał również w Jugosławii, lecz niezależna polityka prowadzona przez marszałka Tito doprowadziła do wydalenia Jugosławii z bloku wschodniego. Niezależny rząd komunistyczny powstał też w Albanii. W 1949 roku Komunistyczna Partia Chin, kierowana przez Mao Zedonga, utworzyła Republikę Ludową, która zerwała z ZSRR i blokiem wschodnim w czasie rozłamu chińsko-radzieckiego. Rządy komunistyczne objęły też władzę w licznych krajach rozwijających się, np. na Kubie (1959), w Korei Północnej (1945), Wietnamie (1954), Laosie (1975) i Kambodży (1975). W wielu innych krajach komuniści byli znaczącą siłą polityczną, starającą się zdobyć władzę.

## Komunizm we współczesnym świecie

Kraje, w których obecnie w sposób jednopartyjny władzę sprawują partie komunistyczne

Kraje, które współcześnie określają się jako państwa socjalistyczne to: Kuba, Chińska Republika Ludowa, Laos, Korea Północna i Wietnam. W wielu innych krajach istnieją partie komunistyczne.
W Chinach po śmierci Mao Zedonga zaczęły być wprowadzane kapitalistyczne reformy przy zachowaniu ideologii i monopolu władzy partii komunistycznej. Chińskie reformy gospodarcze rozpoczęły się w 1978 roku pod przywództwem Deng Xiaopinga. Reformy wolnorynkowe przy zachowaniu władzy partii komunistycznej wprowadzane są również w dzisiejszym Wietnamie i Laosie.
W Parlamencie Europejskim frakcja komunistyczna jest od 1979 roku.
Komuniści mają swoją reprezentację parlamentarną w krajach byłego ZSRR: Rosji, Białorusi, Łotwie, Mołdawii, Kirgistanie, Azerbejdżanie, Tadżykistanie. Nie odgrywają natomiast większej roli na Litwie, Ukrainie, w Estonii, Turkmenistanie, Kazachstanie i Uzbekistanie.
W krajach europejskich, partie komunistyczne są obecne w parlamentach Hiszpanii, Grecji, Cypru, Irlandii, Francji, Portugalii, Czech i Bułgarii. Były Prezydent Cypru Dimitris Christofias jest członkiem komunistycznej Postępowej Partii Ludzi Pracy. Poza Europą partie komunistyczne odgrywają ważną rolę w Algierii, Syrii, Brazylii, Japonii, Nepalu, Indiach oraz w wielu krajach trzeciego świata. W Republice Południowej Afryki, Partia Komunistyczna jest partnerem koalicyjnym Afrykańskiego Kongresu Narodowego. W Indiach, komuniści rządzą na terenie trzech stanów, o łącznej populacji ponad 115 milionów ludzi. W Nepalu, komuniści posiadają większość w parlamencie. Komunistyczna Partia Brazylii jest częścią koalicji parlamentarnej pod przewodnictwem Partii Pracujących.

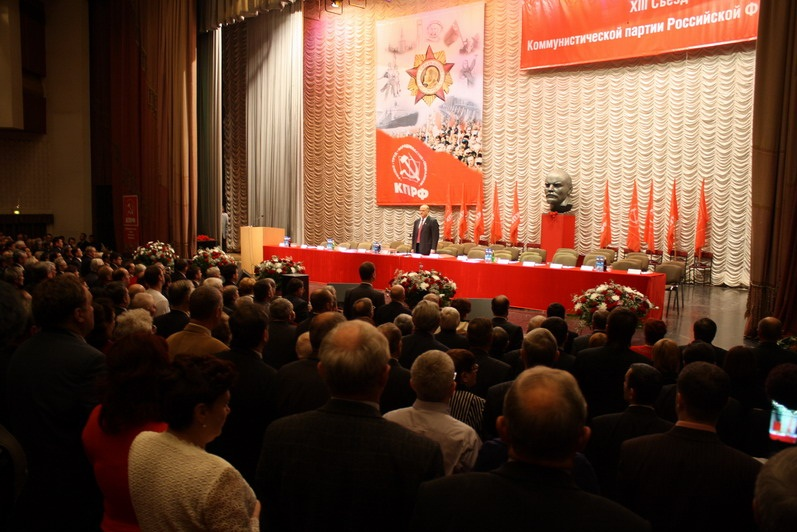
13 Zjazd Komunistycznej Partii Federacji Rosyjskiej (KPRF).
29 Listopada 2008 roku

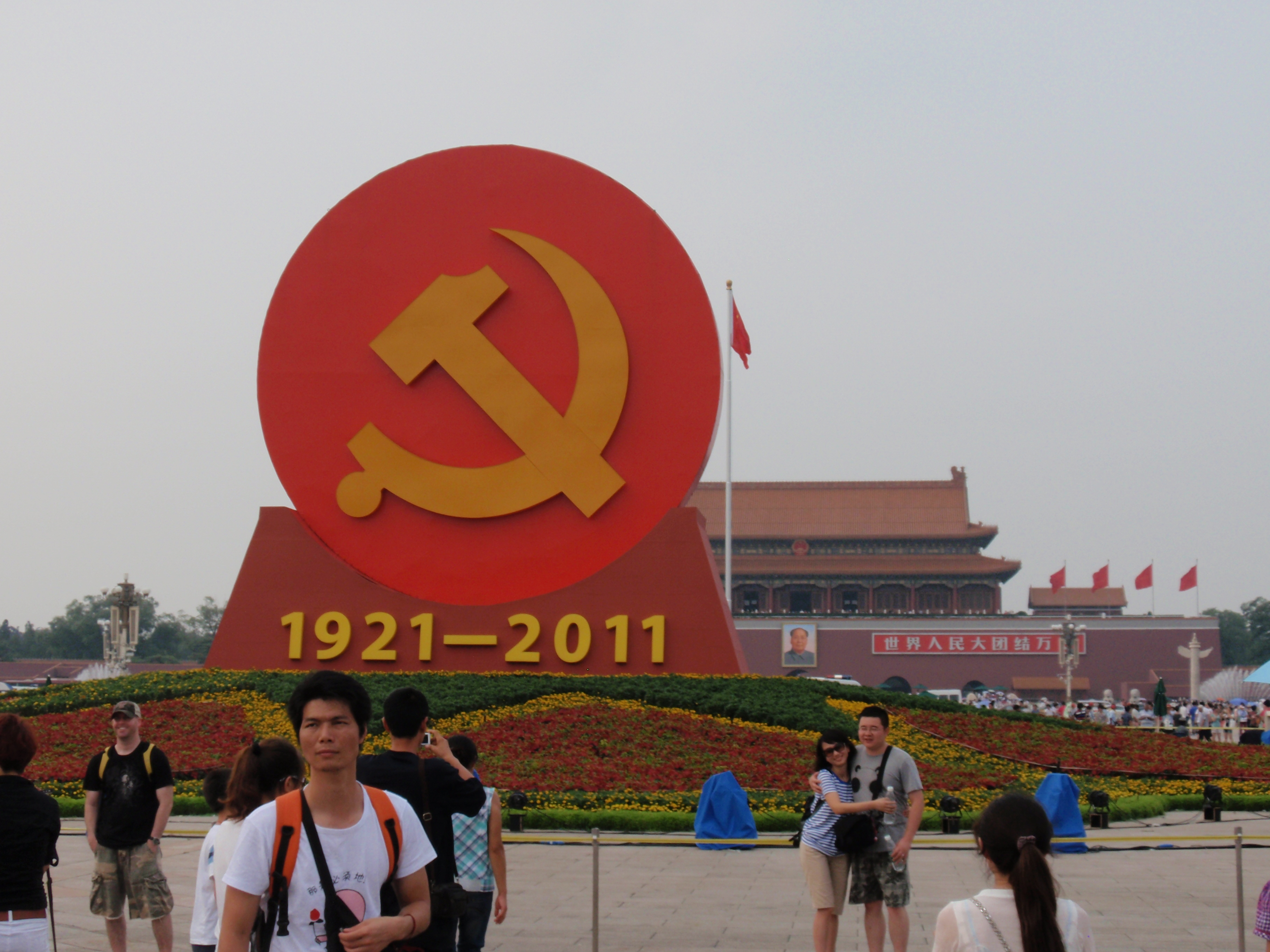
Plac Niebiańskiego Spokoju w centrum Pekinu, Chińska Republika Ludowa

We współczesnych partiach komunistycznych występuje podział na eurokomunistyczne (np. hiszpańska Zjednoczona Lewica) i marksistowsko-leninowskie. Z partii marksistowsko-leninowskich największe poparcie w Europie ma rosyjska Komunistyczna Partia Federacji Rosyjskiej, która jest postrzegana jako główna siła opozycyjna wobec Jednej Rosji.
Nieliczne partie mają charakter trockistowski (np. algierska Partia Robotników). Obecnie istniejące partie komunistyczne na ogół odrzucają stalinowski system sprawowania władzy. Jednocześnie chwalą niektóre z praktyk realnego socjalizmu – powszechność zatrudnienia, kompleksowe zabezpieczenia socjalne dla obywateli, brak rażących nierówności społecznych.

## Komunizm jako ustrój państwa

### Kwestie pojęciowe
Komunizm jest też potoczną nazwą systemu polityczno-gospodarczego, zaprowadzonego w państwach, w których władzę objęli komuniści. Państwa takie były określane w krajach Pierwszego Świata państwami komunistycznymi i były przeciwstawiane demokracjom liberalnym z gospodarką rynkową.
Sami komuniści, nazywali najczęściej państwa w których rządzili państwami socjalistycznymi. Wskazywali, że komunizm, jako ustrój bezklasowy, jest celem, do którego należy dążyć, a nie aktualnym ustrojem. Zgodnie z doktryną marksistowską, wraz z osiągnięciem komunizmu państwo miało obumrzeć. W późniejszym okresie, działacze komunistyczni przeinterpretowali jednak wskazania Marksa, wskazując, że w komunizmie państwo zmieni jedynie swój charakter. Będzie cechowało się znacznie wyższą formą organizacji i nie będzie wyalienowane ze społeczeństwa.
W początkowym okresie komuniści wskazywali, że formą rządów w krajach socjalistycznych jest dyktatura proletariatu. Od lat 70. XX wieku ustrój ten nazywali realnym socjalizmem.
Oficjalnymi nazwami państw socjalistycznych były najczęściej: republika socjalistyczna oraz republika czy demokracja ludowa.

### Charakterystyka państw rządzonych przez komunistów

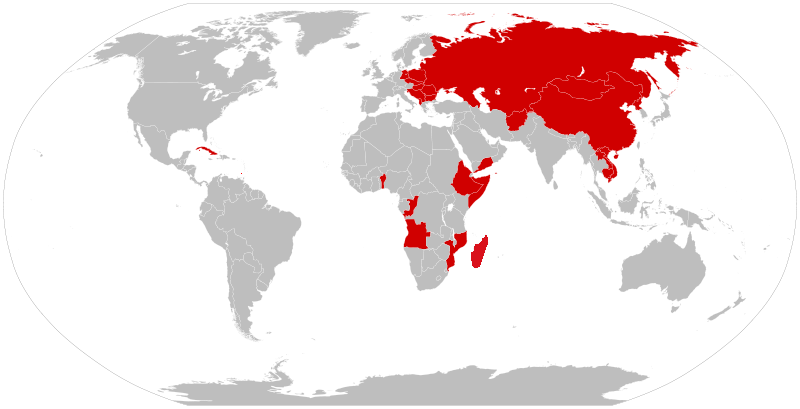
Mapa przedstawiająca państwa monopartyjne i z partią hegemoniczną, rządzone przez partie marksistowsko-leninowskie w latach 1979–1983

Państwa rządzone przez komunistów nie miały jednolitej formy. W państwach takich najczęściej władzę sprawowała partia komunistyczna. Obowiązywał system jednopartyjny (jak w ZSRR), lub system partii hegemonicznej (jak w PRL). Struktury dominującej partii były ściśle stopione ze strukturami państwa. Gospodarka miała charakter centralnie sterowany. Przedsiębiorstwa prywatne były likwidowane, a ich mienie nacjonalizowano. Partia komunistyczna dokonywała przymusowej kolektywizacji wsi, w pełni przeprowadzonej w ZSRR w latach 1929–1934 i w ChRL (system komun ludowych). Wprowadzano przymus pracy. Oficjalną ideologią w państwach rządzonych przez komunistów była jedna z wersji ideologii komunistycznej (marksizm-leninizm, stalinizm, maoizm). Opozycja była zwalczana. Ograniczano wolność słowa za pomocą kontroli mediów i cenzury. Prowadzono również oficjalną politykę laicyzacji (ateizm państwowy). Obywatelom ograniczano możliwość swobodnego wyjazdu za granicę, w części państw komunistycznych (ZSRR, Chiny, Korea Północna) swobodnego poruszania się po kraju i zmiany miejsca zamieszkania.

## Masowe zbrodnie komunistyczne
Pierwszymi państwami rządzonymi przez komunistów, gdzie po zdobyciu władzy dokonali oni masowych zbrodni były: Rosja Sowiecka (pierwsze państwo na świecie, gdzie 7 listopada 1917 roku bolszewicy zdobyli władzę) i efemeryczna Węgierska Republika Rad pod rządami Beli Kuna w 1919. Kolejne nasilenie represji nastąpiło w latach 30. XX wieku w Związku Sowieckim pod rządami Józefa Stalina; kolektywizacja i tzw. „rozkułaczanie” doprowadziły m.in. do ludobójczego wielkiego głodu na Ukrainie oraz wysiedlenia polskiej ludności z Żytomierszczyzny. Ponad milion ludzi (w tym działaczy komunistycznych i wysokich funkcjonariuszy państwa sowieckiego) wymordowano w ZSRR w wyniku tzw. wielkiej czystki (Wielkiego Terroru) w latach 1936–1939, a kilka milionów zesłano do łagrów, w których przeważająca część zmarła. W tym samym okresie do masowych mordów doszło również w rządzonych przez komunistów i kontrolowanych przez Moskwę Mongolskiej Republice Ludowej i Tuwińskiej Republice Ludowej (Tannu-Tuwie) (tzw. czerwony terror).

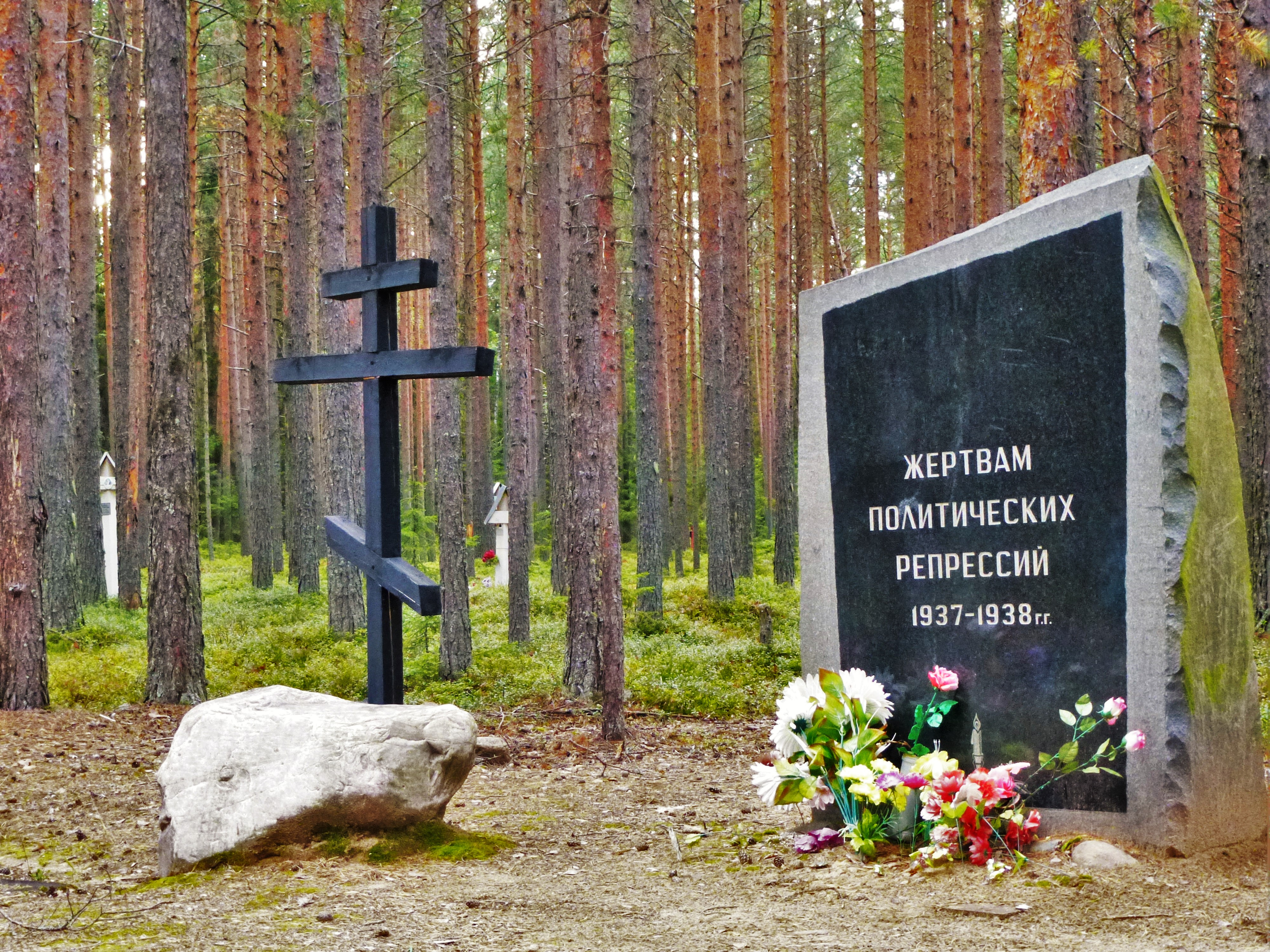
Pomnik ofiar represji stalinowskich z lat 1937–1938, Rosja

Po agresji ZSRR na Polskę (1939) i kraje bałtyckie (1940) NKWD dokonało masowych morderstw (zbrodnia katyńska) i deportacji na Syberię i do Kazachstanu obywateli okupowanych przez Armie Czerwoną Polski, Litwy, Łotwy i Estonii. Po agresji III Rzeszy na ZSRR w czerwcu 1941 NKWD zdążyło przeprowadzić zbiorowe morderstwa więźniów na terenie okupowanej wschodniej Polski oraz krajów bałtyckich, a także w więzieniach i łagrach Rosji.
Państwa Europy Środkowo-Wschodniej znalazły się w bloku wschodnim w wyniku okupacji przez Armię Czerwoną pod koniec II wojny światowej i ustaleń Wielkiej Brytanii, USA i ZSRR podjętych na konferencjach w Teheranie (1943) i Jałcie (1945). Ustrój tych państw wzorowany był na ustroju ZSRR, a one same pozostawały zależne od ZSRR. Ustrój państwowy miał charakter represyjny, skala i charakter tych represji były jednak różne w zależności od kraju i okresu. Najbardziej represyjne były kraje o charakterze totalitarnym: ZSRR i państwa bloku wschodniego w okresie stalinizmu (1929-1953/56), Chińska Republika Ludowa w okresie rewolucji kulturalnej czy Kambodża w okresie władzy Czerwonych Khmerów. W okresach tych dochodziło do masowych zbrodni na przeciwnikach politycznych, klasach społecznych (np. inteligencji czy kułakach) czy grupach etnicznych. Obok zwykłych służb policyjnych, działały różne siły policyjne i służby specjalne, zajmujące się inwigilacją i zwalczaniem przeciwników ustroju i grup represjonowanych.
Według Stéphane’a Courtois reżimy odwołujące się do ideologii komunizmu (marksizm-leninizm) przyniosły śmierć około 100 milionów ludzi. Dane te są jednak krytykowane. Gilles Perrault zarzucał Courtois o posługiwanie się zmanipulowanymi i błędnymi danymi a dwaj ze współautorów Czarnej księgi komunizmu (Nicolas Werth i Jean-Louis Panné) publicznie odcięli się od oszacowanej przez Courtois liczby ofiar terroru komunistycznego. Według nich Courtois miał obsesję na punkcie dojścia do pułapu 100 milionów ofiar a oni sami oszacowali liczbę ofiar pomiędzy 65 a 93 milionów. John Archibald Getty uważa, że liczba ofiar wyliczona przez Courtoisa nie wynikała przede wszystkim z użycia przemocy przez rządy komunistyczne, lecz z ich głupoty i niekompetencji które doprowadziły do klęsk głodu.
Totalitarny charakter krajów socjalistycznych oparty był na kulcie jednostki (Stalina, Mao czy Hodży). Po śmierci takiej jednostki, ustrój zwykle przekształcał się w pewną formę autorytaryzmu. Zachowywała ona przywództwo partii komunistycznej i ogólny kierunek rozwoju państwa. Państwo pozostawało represyjne, jednak na znacznie mniejszą skalę.
W opinii Andrzeja Nowaka popełnione w XX wieku w imię budowy komunizmu masowe zbrodnie pociągnęły za sobą największą liczbę ofiar wśród wszystkich systemów i ideologii w historii ludzkości i nie zostały osądzone.

## Krytyka komunizmu

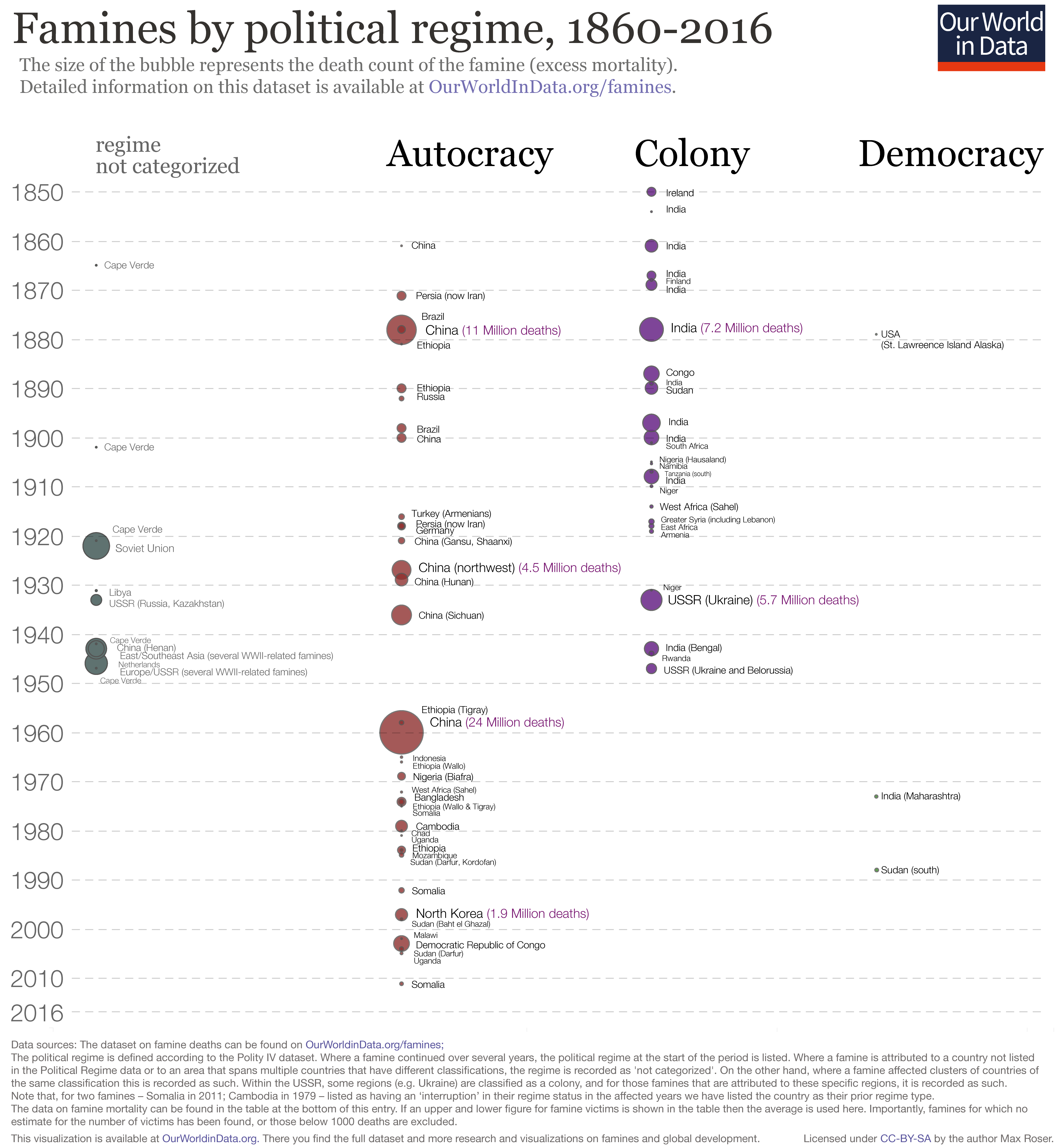
Niektóre z największych klęsk głodu w historii miały miejsce w reżimach komunistycznych, takich jak komunistyczne Chiny i Związek Radziecki, ze względu na ich planowaną gospodarkę.

### Krytyka marksistowska
Ustrój i polityka państw socjalistycznych były przedmiotem krytyki także ze strony samych komunistów. Wynikało to z podziałów w samym ruchu komunistycznym, oraz z różnic między oficjalnie głoszoną ideologią a rzeczywistą praktyką ustrojową.
Marksistowscy krytycy Związku Radzieckiego, przede wszystkim Trocki, określali system radziecki jako „zdegenerowane” lub „zdeformowane państwo robotnicze”, twierdząc, że system państw bloku wschodniego był daleki od komunistycznego ideału Marksa. Trocki twierdził, że klasa robotnicza została przez władze radzieckie wywłaszczona. Rządząca warstwa ZSRR według marksistów była kastą zorganizowaną w sposób biurokratyczny. Anarchiści twierdzą, że Związek Radziecki stał się zdominowany przez potężne elity, które działały podobnie jak w systemie kapitalistycznym.
Marksistowskie teorie, dlaczego komunizm w Europie Środkowej i Wschodniej nie został osiągnięty, wskazują na takie elementy, jak presja zewnętrznych państw kapitalistycznych, względne zacofanie społeczeństw, pojawienie się warstwy biurokratycznej.

## Penalizacja działalności, propagandy i symboliki komunistycznej w Polsce
Propagowanie totalitarnych metod i praktyk działania komunizmu jest zakazane w Polsce z mocy prawa i podlega odpowiedzialności karnej. Regulują to:
Konstytucja Rzeczypospolitej Polskiej (Dz.U. z 1997 r. nr 78, poz. 483):
| Art. 13. |
| Zakazane jest istnienie partii politycznych i innych organizacji odwołujących się w swoich programach do totalitarnych metod i praktyk działania nazizmu, faszyzmu i komunizmu, a także tych, których program lub działalność zakłada lub dopuszcza nienawiść rasową i narodowościową, stosowanie przemocy w celu zdobycia władzy lub wpływu na politykę państwa albo przewiduje utajnienie struktur lub członkostwa. |

Ustawa z dnia 6 czerwca 1997 r. Kodeks karny (Dz.U. z 2022 r. poz. 1138, z późn. zm.):
| Art. 256. |
| § 1. Kto publicznie propaguje nazistowski, komunistyczny, faszystowski lub inny totalitarny ustrój państwa lub nawołuje do nienawiści na tle różnic narodowościowych, etnicznych, rasowych, wyznaniowych albo ze względu na bezwyznaniowość, podlega karze pozbawienia wolności do lat 3. |
| § 1a. Tej samej karze podlega, kto publicznie propaguje ideologię nazistowską, komunistyczną, faszystowską lub ideologię nawołującą do użycia przemocy w celu wpływania na życie polityczne lub społeczne. |
| § 2. Karze określonej w § 1 podlega, kto w celu rozpowszechniania produkuje, utrwala lub sprowadza, nabywa, zbywa, oferuje, przechowuje, posiada, prezentuje, przewozi lub przesyła druk, nagranie lub inny przedmiot, zawierające treść określoną w § 1 lub 1a albo będące nośnikiem symboliki nazistowskiej, komunistycznej, faszystowskiej lub innej totalitarnej, użytej w sposób służący propagowaniu treści określonej w § 1 lub 1a. |

Do lipca 2011 roku § 2. art. 256 kodeksu karnego, penalizujący obrót przedmiotami zawierającymi treści propagujące totalitaryzm, kończył się sformułowaniem „albo będące nośnikiem symboliki faszystowskiej, komunistycznej lub innej totalitarnej”. Fragment ten został wykreślony wyrokiem Trybunału Konstytucyjnego z dnia 19 lipca 2011 roku. Trybunał uznał, że przepis nie spełnia kryteriów określoności i w konsekwencji „orzeczenie o niekonstytucyjności art. 256 § 2 in fine k.k. oznacza, że ograniczone zastosowanie znajdzie art. 256 § 4 k.k. Na jego podstawie sąd będzie mógł orzec przepadek przedmiotów zawierających treść określoną w art. 256 § 1 k.k. Nie będzie to natomiast możliwe w odniesieniu do przedmiotów będących nośnikiem symboliki faszystowskiej, komunistycznej lub innej totalitarnej”.